# Yaritagua
Yaritagua es un pequeño pueblo rural venezolano, capital del Municipio Peña, en el Estado Yaracuy, ubicada en la Región Centroccidental. Forma parte de la Gran Barquisimeto, en conjunto del Municipio Iribarren y Municipio Palavecino, y las localidades de Quíbor, Duaca, Sanare y Sarare en el Estado Lara. Tiene una extensión de 510 km² y para el año 2015, tenía una población de 136 081 habitantes aproximadamente, de acuerdo al censo de la INE en 2015.

## Ubicación
Yaritagua se encuentra ubicada a 328 km de Caracas, la capital venezolana.  Se encuentra a orillas de la quebrada Santa Lucía, afluente del Río Turbio, en el Municipio Peña, al oeste del Estado Yaracuy, al occidente de Venezuela. Esta población se encuentra prácticamente unida con Barquisimeto, por lo que la convierte en ciudad de referencia para los yaritagüeños, llegando a formar parte de la Gran Barquisimeto.

## Economía

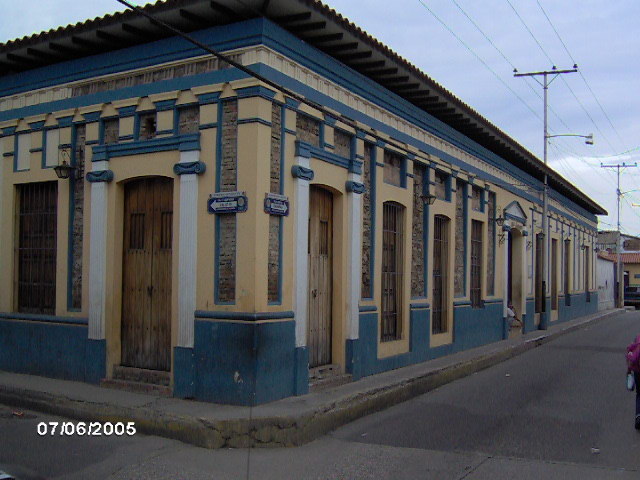
Casa colonial, arquitectura típica del centro del pueblo.

El cultivo tecnificado y extensivo de la caña de azúcar condujo en el siglo XX a la instalación de centrales azucareros, lo que había convertido a Yaritagua en una referencia en esta industria. No obstante, a finales del siglo XX y principios del siglo XXI, las industrias agrícola y azucarera se fueron a pique, mermando la economía local e incentivando el éxodo industrial, laboral y residencial a otras ciudades y estados del país, dicho situación se agudizó aún más en la década del 2010, debido a la hiperinflación, escasez y delincuencia producto del colapso económico venezolano lo que generó que gran parte de los habitantes del pueblo huyeran del país buscando mejorar su calidad de vida, incrementando así la crisis de refugiados venezolana.

## Población
Con su población de aproximadamente 136 081 habitantes es considerada la 2.ª área más poblada de Yaracuy luego de San Felipe, además de ser considerada un suburbio de Barquisimeto.

## Comunidades
- Agua Negra
- Albarical
- Arenales
- Cambural
- Camino Nuevo
- Cañaveral
- Cujisal
- Don Nicola
- El Carmelero
- El Jardín
- El Jobito
- El Limoncito
- El Pegón
- El Pozón
- El Salto
- Guaitamo
- Guaremal
- La Bandera
- La Encrucijada
- La Florida
- La Libertad
- La Mora
- La Pastora
- La Piedra
- La Plazuela
- La Tiama
- La Trilla
- Las Canarias
- Las Velas
- Pilco Mayo
- Pueblo Nuevo
- Platanales
- Ovidio Marchán
- San Antonio
- San José
- San Roque
- Tapa La Lucha
- Terepaima
- Tierra Amarilla
- Urbanización Aminta Abreu

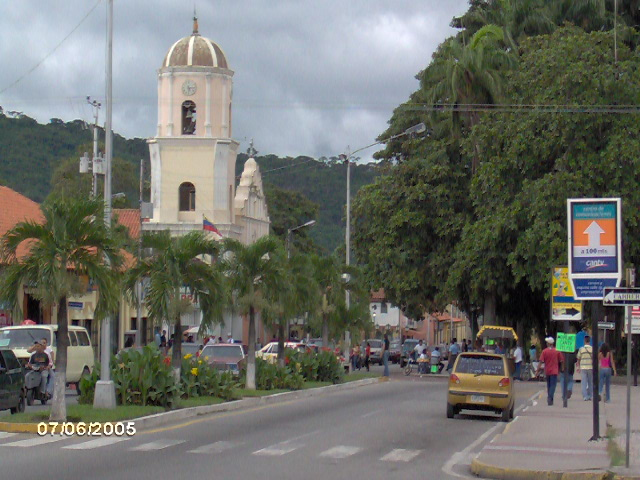
Avenida "Padre Torres", centro del pueblo.

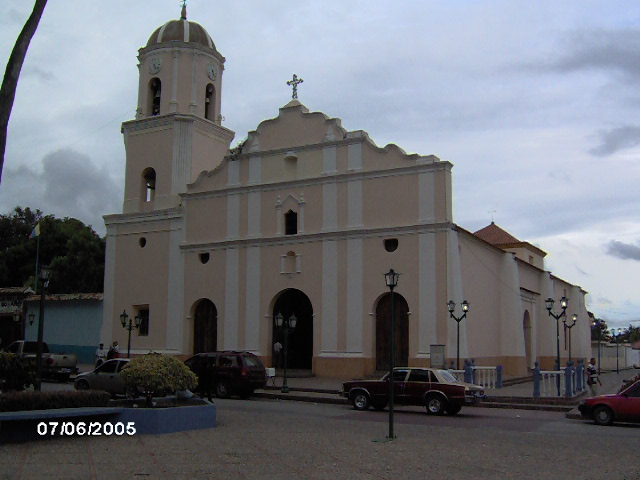
Iglesia Santa Lucía, centro del pueblo.

- Urbanización Brisas de Santa Bárbara
- Urbanización Daniel Carías
- Urbanización IPAS-ME
- Urbanización Sabanita
- Urbanización San Rafael
- Urbanización Simón Rodríguez I Etapa
- Urbanización Simón Rodríguez II Etapa "Villa Jardín"
- Urbanización Simón Rodríguez III Etapa
- Urbanización Tricentenaria
- Uribeque
- Villa Olímpica
- Villas de Yara
- Villas Santa Lucía
- Yacural

## Sitios de interés
- Biblioteca pública
- Casa de la Cultura
- Cerro La Matica
- Embalse de Guaremal
- Estación de Piscicultura de la UCLA

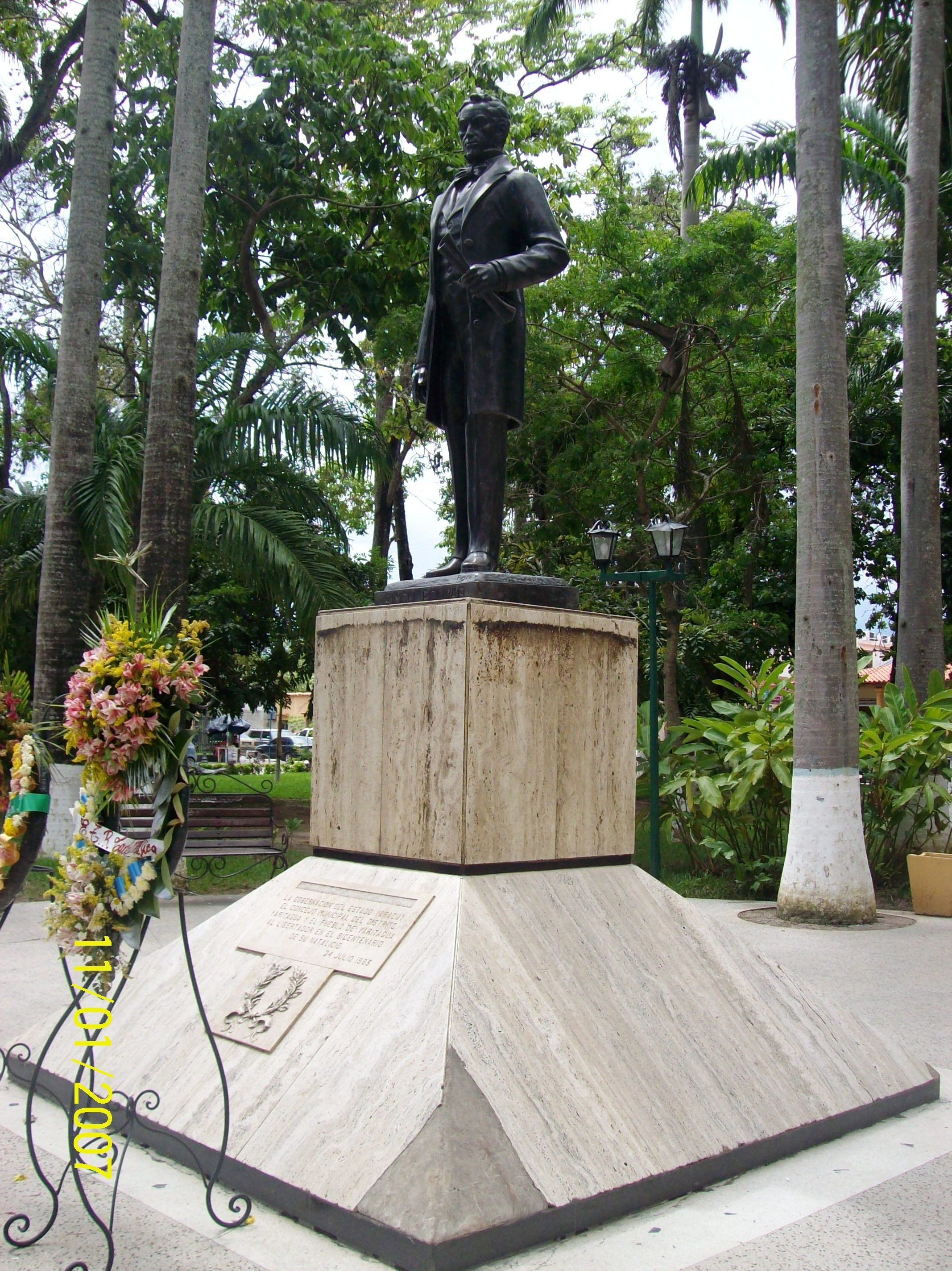
Plaza Bolívar

- Estadio Camino Nuevo
- Estadio El Guajiro
- Hacienda Santa Lucía
- Iglesia Espíritu Santo
- Iglesia La Concepción
- Iglesia Santa Lucía
- Plaza Bolívar
- Plaza Peña
- Zona Colonial